# 赤裸羔羊
《赤裸羔羊》（英語：[Naked Killer] 错误：{{Lang}}：文本有斜体标记（帮助））是一部1992年上映的香港電影，由王晶編劇和監製，霍耀良執導，是邱淑貞轉型「性感女神」的重要作品，讓其獲得1993年香港電影金像獎最佳女主角提名。此片在北美等地的錄影帶市場有高知名度，被认为是邪典電影经典。美國導演詹姆斯·岡恩指出《赤裸羔羊》對他的電影生涯影響深遠。

## 故事簡介
香港發生離奇命案，死者全為男性且四肢遭截斷，下體亦成為摧殘目標。探員鐵南調查此事時與上司意見不一，上司認為與鐵南在之前查案時意外將自己的親哥哥打死有關，於是將其停職，而鐵南在上次案子中留下了陽萎和看見手槍就想吐的後遺症。 
一次偶遇貓仔，兩人互相交流漸漸產生感情。貓仔一次回家後目睹父親遭人殺害，為報殺父之仇，闖入對方辦公室大開殺戒，被警方圍捕，幸被細妹姐救下，並收她為徒。細妹姐替貓仔製造了新的身分，並訓練貓仔成為職業殺手，且一同犯下了一系列的殺人命案。這時鐵南負責調查，憑著直覺發現了貓仔，貓仔卻堅持對方認錯人，細妹姐怕她身分暴露，想殺死鐵南，但貓仔對鐵男懷有感情，處處相救，使細妹姐未能得逞。 
細妹姐有另一個徒弟，名叫公主，是香港離奇命案的元凶，個性唯利是圖，收錢辦事，身邊帶著女友兼拍檔Baby，想要殺死細妹姐。
貓仔決定脫離殺手的行列和鐵南一同生活，二人一起去找細妹姐談判，恰巧遇到公主與Baby，互相介紹後，公主態度傲慢，預告即將與師父勢不兩立，貓仔想要留在細妹姐身邊卻被拒絕，原因是她已找到愛情，再也沒有殺手的氣勢，執行任務時很容易心軟而且失敗率高。貓仔偕鐵南向細妹姐告別。
當晚，細妹姐死於公主、Baby、助手們之手，等貓仔趕到時細妹姐已回天乏術。貓仔與鐵南決心對公主、Baby復仇，惡鬥過後，公主、Baby陣亡，貓仔卻也身受重傷。此時警方包圍二人所在之處欲逮捕貓仔，鐵南不願再和貓仔分離，深深一吻後，對充滿煤氣的屋子開槍隨即爆炸，二人逐漸消失於火海中......

## 演員表

### 主要演員
| 演員   | 角色         | 粵語配音 |
| 任達華 | 鐵男、鐵南   | 朱子聰   |
| 邱淑貞 | 小貓、貓仔   | 陳安瑩   |
| 姚煒   | 姚姐、細妹姐 | 龍寶鈿   |
| 吳家麗 | 公主         | 曾慶珏   |
| 許紹雄 | 同事         | 林保全   |
| 菅原丹 | 寶貝、Baby   |          |

### 其他演員
| 演員   | 角色     | 粵語配音 |
| 盧惠光 | 黑幫老大 |          |
| 溫裕紅 | 貓仔姊妹 | 黃鳳英   |
| 宋本中 |          |          |

## 分級制度
| 國家／地區 | 級別     |
| 香港       | Ⅲ        |
| 中華民國   | 限制級   |
| 新加坡     | PG(删剪) |
| 澳洲       | R18+     |
| 加拿大     | 18A      |
| 新西蘭     | 18       |
| 韓國       | 18       |
| 西班牙     | 18       |
| 英國       | 18       |
| 美國       | R        |

## 獎項
| 年份 | 頒獎典禮             | 獎項       | 名字   | 結果 |
| ---- | -------------------- | ---------- | ------ | ---- |
| 1993 | 第12屆香港電影金像獎 | 最佳女主角 | 邱淑貞 | 提名 |

## 電影歌曲
| 曲别         | 歌名       | 演唱者 | 作曲   | 作詞   |
| 粵語版主題曲 | 赤裸我思緒 | 邱淑貞 | 黃凱芹 | 黃凱芹 |
| 國語版主題曲 | 要愛就愛   | 邱淑貞 | 黃凱芹 | 潘偉源 |

## 外部連結
- 香港影庫上《赤裸羔羊》的資料（繁體中文）
- 開眼電影網上《赤裸羔羊》的資料（繁體中文）
- 豆瓣电影上《赤裸羔羊》的資料 （简体中文）
- 时光网上《赤裸羔羊》的資料（简体中文）
- AllMovie上《赤裸羔羊》的资料（英文）
- 爛番茄上《赤裸羔羊》的資料（英文）
- 互联网电影数据库（IMDb）上《赤裸羔羊》的资料（英文）